# Dentsu Tsukiji Building
Dentsu Tsukiji Building var en kontorsbyggnad i Tsukiji i Tokyo som tidigare var reklambyrån Dentsus huvudkontor.
Byggnaden var utförd i brutalistisk stil efter Kenzo Tanges ritningar. Tange hade tidigare ritat Dentsus avdelningskontor i Osaka, som stod klart 1960.
Dentsu hade på 1960-talet vuxit ur sitt gamla huvudkontor i Ginza (Dentsu Ginza Building) och började därför bygga ett nytt huvudkontor i tretton våningar. Huset stod inflyttningsklart 1967 och huvudkontoret flyttade den 1 juli.
På 1990-talet hade man återigen vuxit ur sitt huvudkontor och började planera för ett nytt högkvarter i området Shiodome, som blev nya skyskrapan Dentsu Building med 55 våningar. Man flyttade till den nya byggnaden i slutet av 2002. Den gamla byggnaden i Tsukiji användes därefter av Dentsus dotterbolag Dentsu Tec, som stannade där till september 2014 när man flyttade till Shinsaiwaibashi Building i Uchisaiwaicho. Därefter sålde Dentsu byggnaden och två närliggande byggnader till Sumitomo Realty & Development.
Området skulle göras om och den 18 april 2021 inleddes rivningen av byggnaden.